# يون ريمارو
يون ريمارو (بالرومانية: Ion Rîmaru) هو قاتل متسلسل روماني (12 أكتوبر 1946-23 أكتوبر 1971) ويلقب ب«مصاص دماء في بوخارست» والذي أرعب بوخارست في الفترة ما بين 1970-1971.

## حياته
ولد في كاراكال الرومانية. قام بقتل 16 إمراة وبعد ذلك قام بممارسة الجنس.